# 卓瓦桑姆
卓瓦桑姆，传说中的门巴族美女。
卓瓦桑姆祖居门隅南部。公元9世纪末，吐蕃灭亡，门隅被土王嘎隆旺布统治。土王去林中狩猎时，与她相遇，一见钟情，纳她为妃，生一儿一女。土王大妃哈香对姆嫉妒卓瓦桑姆，想要害她。她被屠夫、渔夫和猎人的保护，幸免于难。儿子成人后，才干过人，成为一个小邦的国王，终于复仇。现在门隅打隆宗木新村南的拉加拉寺，就是为纪念她而修建。《藏戏卓瓦桑姆》即以这个传说为题材，由门巴喇嘛改编成神话故事剧。